# 足助重氏
足助 重氏（あすけ しげうじ）は、鎌倉時代後期の武将。 

## 経歴・人物
三河国加茂郡足助荘の領主。弘安8年（1285年）の霜月騒動で所領を没収されて以降、足助氏は幕府への不満を募らせていく。重氏も一族の討幕運動に加わり、新田義貞の鎌倉攻めに従うが討死した。